# Campionati mondiali di trampolino elastico 2017
I Campionati mondiali di trampolino elastico 2017 sono stati la 32ª edizione della competizione organizzata dalla Federazione Internazionale di Ginnastica. Si sono svolti a Sofia, in Bulgaria, dal 9 al 12 novembre 2017.

## Medagliere
| Posiz. | Nazione       | Oro | Argento | Bronzo | Totale |
| ------ | ------------- | --- | ------- | ------ | ------ |
| 1      | Cina          | 7   | 1       | 1      | 9      |
| 2      | Russia        | 3   | 4       | 2      | 9      |
| 3      | Bielorussia   | 2   | 1       | 1      | 4      |
| 4      | Gran Bretagna | 1   | 3       | 3      | 7      |
| 5      | Sudafrica     | 1   | 0       | 0      | 1      |
| 6      | Giappone      | 0   | 2       | 1      | 3      |
| 7      | Stati Uniti   | 0   | 2       | 0      | 2      |
| 8      | Danimarca     | 0   | 1       | 1      | 2      |
| 9      | Australia     | 0   | 0       | 1      | 1      |
| 9      | Canada        | 0   | 0       | 1      | 1      |
| 9      | Francia       | 0   | 0       | 1      | 1      |
| 9      | Portogallo    | 0   | 0       | 1      | 1      |
| 9      | Svezia        | 0   | 0       | 1      | 1      |
| Totale | Totale        | 14  | 14      | 14     | 42     |

## Podi

### Uomini
| Evento                          | Oro                                                         | Argento                                                   | Bronzo                                                   |
| Individuale                     | Gao Lei                                                     | Dmitrij Ušakov                                            | Dong Dong                                                |
| Sincronizzato                   | Bielorussia Uladzislau Hancharou Aleh Rabtsau               | Gran Bretagna Luke Strong Nathan Bailey                   | Russia Dmitrij Ušakov Andrej Judin                       |
| Trampolino a squadre            | Cina Dong Dong Tu Xiao Gao Lei                              | Russia Sergei Azarian Dmitrij Ušakov Andrej Judin         | Giappone Daiki Kishi Masaki Ito Ginga Munemoto           |
| Doppio minitrampolino           | Mikhail Zalomin                                             | Austin Nacey                                              | Aleksandr Odintsov                                       |
| Doppio minitrampolino a squadre | Russia Vasilii Makarskii Aleksandr Odintsov Mikhail Zalomin | Stati Uniti Carter Rhoades Austin Nacey Alexander Renkert | Australia Jack Petrie Dominic Clarke Ryan Hatfield       |
| Tumbling                        | Zhang Kuo                                                   | Anders Wesch                                              | Elliott Browne                                           |
| Tumbling a squadre              | Gran Bretagna Greg Townley Elliott Browne Kristof Willerton | Cina Zhang Luo Meng Wenchao Zhang Kuo                     | Danimarca Adam Matthiesen Rasmus Steffensen Anders Wesch |

### Donne
| Evento                          | Oro                                                   | Argento                                                             | Bronzo                                                              |
| Individuale                     | Taccjana Pjatrėnja                                    | Ayano Kishi                                                         | Sophiane Methot                                                     |
| Sincronizzato                   | Cina Zhong Xingping Zhu Xueying                       | Giappone Hikaru Mori Yumi Takagi                                    | Bielorussia Taccjana Pjatrėnja Maryia Makharynskaya                 |
| Trampolino a squadre            | Cina Zhong Xingping Zhu Xueying Liu Lingling          | Bielorussia Hanna Harchonak Taccjana Pjatrėnja Maryia Makharynskaya | Gran Bretagna Laura Gallagher Isabelle Songhurst Katherine Driscoll |
| Doppio minitrampolino           | Bianca Zoonekynd                                      | Polina Troianova                                                    | Lina Sjöberg                                                        |
| Doppio minitrampolino a squadre | Russia Dana Sadkova Alina Khristenko Polina Troianova | Gran Bretagna Kim Beattie Phoebe Williams Kirsty Way                | Portogallo Beatriz Peng Mafalda Brás Inês Martins                   |
| Tumbling                        | Jia Fangfang                                          | Anna Korobeinikova                                                  | Lucie Colebeck                                                      |
| Tumbling a squadre              | Cina Chen Ling Chen Lingxi Jia Fangfang               | Gran Bretagna Yasmin Taite Rachel Davies Lucie Colebeck             | Francia Lauriane Lamperim Marie Deloge Lea Callon                   |